# Victoria Pendleton
Victoria Louise Pendleton –conocida como Vicki Pendleton– (Hitchin, 24 de septiembre de 1980) es una deportista británica que compitió en ciclismo en la modalidad de pista, especialista en las pruebas de velocidad y keirin. Dos veces campeona olímpica (en 2008 y 2012) y nueve veces campeona mundial, es una de las ciclistas de pista más laureadas de la historia.
Participó en tres Juegos Olímpicos de Verano, entre los años 2004 y 2012, obteniendo en total tres medallas, oro en Pekín 2008 (velocidad individual) y oro y plata en Londres 2012 (en las pruebas de keirin y velocidad individual, respectivamente).
Ganó 16 medallas en el Campeonato Mundial de Ciclismo en Pista entre los años 2005 y 2012, y 3 medallas en el Campeonato Europeo de Ciclismo en Pista, en los años 2010 y 2011.
Pendleton fue nombrada comendadora de la Orden del Imperio Británico (CBE) en el año 2012 por sus éxitos deportivos.

## Medallero internacional
| Juegos Olímpicos   | Juegos Olímpicos              | Juegos Olímpicos  | Juegos Olímpicos      |
| Año                | Lugar                         | Medalla           | Competición           |
| ------------------ | ----------------------------- | ----------------- | --------------------- |
| 2008               | Pekín ( China)                | Medalla de oro    | Velocidad individual  |
| 2012               | Londres ( Reino Unido)        | Medalla de oro    | Keirin                |
| 2012               | Londres ( Reino Unido)        | Medalla de plata  | Velocidad individual  |
| Campeonato Mundial |                               |                   |                       |
| Año                | Lugar                         | Medalla           | Competición           |
| 2005               | Los Ángeles ( Estados Unidos) | Medalla de oro    | Velocidad individual  |
| 2006               | Burdeos ( Francia)            | Medalla de plata  | Velocidad individual  |
| 2007               | Palma de Mallorca ( España)   | Medalla de oro    | Velocidad individual  |
| 2007               | Palma de Mallorca ( España)   | Medalla de oro    | Velocidad por equipos |
| 2007               | Palma de Mallorca ( España)   | Medalla de oro    | Keirin                |
| 2008               | Mánchester ( Reino Unido)     | Medalla de oro    | Velocidad individual  |
| 2008               | Mánchester ( Reino Unido)     | Medalla de oro    | Velocidad por equipos |
| 2008               | Mánchester ( Reino Unido)     | Medalla de plata  | Keirin                |
| 2009               | Pruszków ( Polonia)           | Medalla de oro    | Velocidad individual  |
| 2009               | Pruszków ( Polonia)           | Medalla de plata  | Velocidad por equipos |
| 2009               | Pruszków ( Polonia)           | Medalla de bronce | 500 m contrarreloj    |
| 2010               | Ballerup ( Dinamarca)         | Medalla de oro    | Velocidad individual  |
| 2010               | Ballerup ( Dinamarca)         | Medalla de plata  | Keirin                |
| 2011               | Apeldoorn ( Países Bajos)     | Medalla de plata  | Velocidad por equipos |
| 2011               | Apeldoorn ( Países Bajos)     | Medalla de bronce | Velocidad individual  |
| 2012               | Melbourne ( Australia)        | Medalla de oro    | Velocidad individual  |
| Campeonato Europeo |                               |                   |                       |
| Año                | Lugar                         | Medalla           | Competición           |
| 2010               | Pruszków ( Polonia)           | Medalla de plata  | Velocidad por equipos |
| 2011               | Apeldoorn ( Países Bajos)     | Medalla de oro    | Velocidad por equipos |
| 2011               | Apeldoorn ( Países Bajos)     | Medalla de oro    | Keirin                |

## Palmarés
2002
- Campeonato del Reino Unido Velocidad
- Campeonato del Reino Unido 500 m Contrarreloj

2003
- Campeonato del Reino Unido Velocidad
- Campeonato del Reino Unido 500 m Contrarreloj
- Campeonato del Reino Unido Keirin
- Campeonato del Reino Unido Scratch

2004
- Campeonato del Reino Unido Velocidad
- Campeonato del Reino Unido 500 m Contrarreloj

2005
- Campeonato Mundial Velocidad
- Campeonato del Reino Unido Velocidad
- Campeonato del Reino Unido 500 m Contrarreloj
- Campeonato del Reino Unido Keirin
- Campeonato del Reino Unido Scratch

2006
- Campeonato de los Juegos de la Mancomunidad Velocidad
- 2.ª en el Campeonato de los Juegos de la Mancomunidad Contrarreloj
- 2.ª en el Campeonato Mundial Velocidad
- Campeonato del Reino Unido Velocidad
- Campeonato del Reino Unido 500 m Contrarreloj
- Campeonato del Reino Unido Keirin
- Campeonato del Reino Unido Scratch
- Campeonato del Reino Unido tras moto

2007
- Campeonato Mundial Velocidad
- Campeonato Mundial Velocidad por Equipos (haciendo equipo con Shanazade Reade)
- Campeonato Mundial Keirin
- Campeonato del Reino Unido Velocidad
- Campeonato del Reino Unido 500 m Contrarreloj
- Campeonato del Reino Unido Keirin
- Campeonato del Reino Unido tras moto

2008
- Campeonato Mundial Velocidad
- Campeonato Mundial Velocidad por Equipos (haciendo equipo con Shanazade Reade)
- 2.ª en el Campeonato Mundial Keirin
- Campeonato Olímpico Velocidad
- Campeonato del Reino Unido Velocidad
- Campeonato del Reino Unido Velocidad por Equipos (haciendo equipo con Anna Blyth)
- Campeonato del Reino Unido Keirin

2009
- 3.ª en el Campeonato Mundial 500 m Contrarreloj
- 2.ª en el Campeonato Mundial Velocidad por Equipos (haciendo equipo con Shanazade Reade)
- Campeonato Mundial Velocidad
- Campeonato del Reino Unido Velocidad
- Campeonato del Reino Unido 500 m Contrarreloj

2010
- Campeonato Mundial Velocidad
- 2.ª en el Campeonato Mundial Keirin

2011
- 2.ª en el Campeonato Mundial Velocidad por Equipos (haciendo equipo con Shanazade Reade)
- 3.ª en el Campeonato Mundial Velocidad
- Campeonato Europeo Velocidad por Equipos (haciendo equipo con Jess Varnish)
- Campeonato Europeo Keirin

2012
- Campeonato Mundial Velocidad
- Campeonato Olímpico Keirin
- 2.ª en el Campeonato Olímpico Velocidad